# Wassyl Slipak

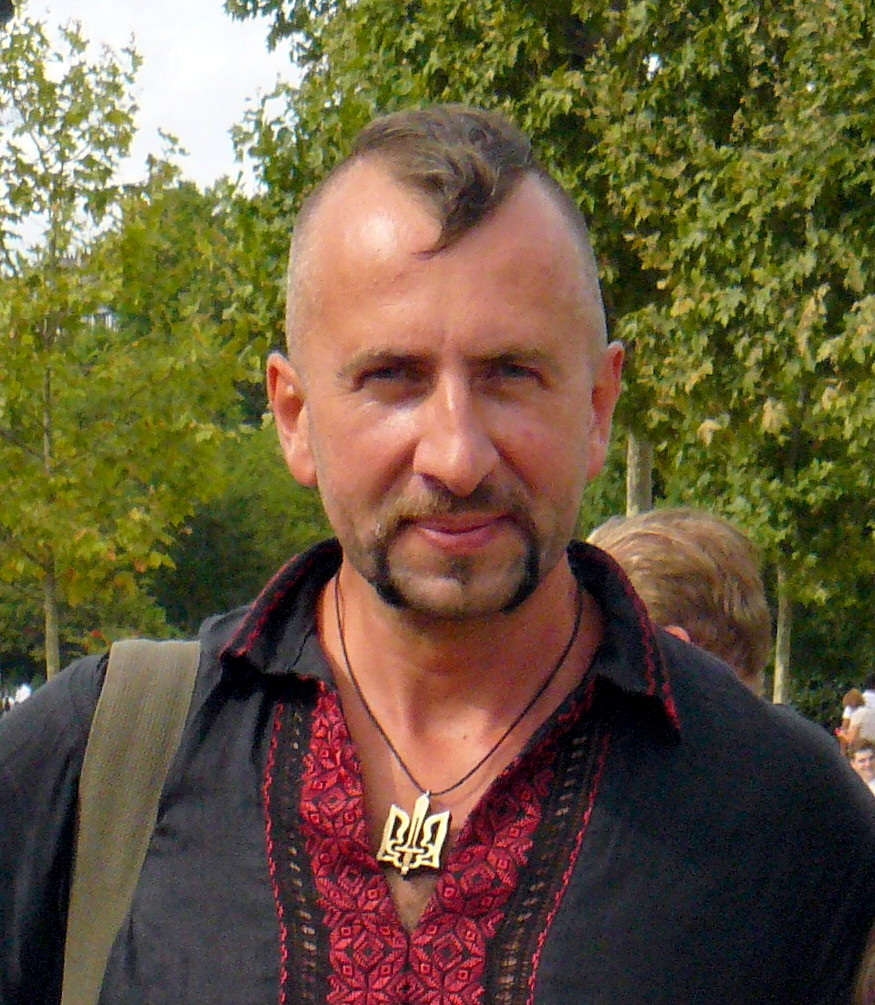
Wassyl Slipak 2014

Wassyl Jaroslawowytsch Slipak (ukrainisch Василь Ярославович Сліпак; * 20. Dezember 1974 in Lwiw, Ukrainische SSR; † 29. Juni 2016 in Luhanske, Rajon Bachmut, Ukraine) war ein ukrainischer Opernsänger (Bariton). Als Freiwilliger der ukrainischen Armee wurde Slipak während des Krieges im Donbass von einem russischen Scharfschützen in der Nähe des Dorfes Luhanske in der Region Bakhmut getötet. Für seine Arbeit als freiwilliger Soldat wurde er posthum mit dem Titel „Held der Ukraine“ ausgezeichnet.

## Leben
Wassyl Slipak schloss 1997 seine Ausbildung an der Lyssenko-Musikakademie in Lwiw ab und lebte anschließend, bis er 2014 zurück in die Ukraine ging, in Frankreich. Dort war er als Solist an der Pariser Nationaloper und am Bastille-Opernhaus in Paris tätig.
2011 gewann er den Preis für den besten männlichen Darsteller beim Armel Opera Festival im ungarischen Szeged für seine Wiedergabe des Tods in Viktor Ullmanns Oper Der Kaiser von Atlantis.
Mit dem Euromaidan kehrte er in die Ukraine zurück und nahm aktiv an Veranstaltungen auf dem Majdan in Kiew und an Benefizkonzerten teil. Ab 2015 beteiligte er sich als Freiwilliger an den Kämpfen im Osten der Ukraine. Er fiel am 29. Juni 2016 um ca. 6.00 Uhr während eines Angriffs in der Region Luhanske-Debalzewe durch die Kugel eines Scharfschützen. Er wurde am 1. Juli 2016 auf dem Lytschakiwski-Friedhof in Lwiw beerdigt.

## Rollen
| Bellini: - Conte Rodolfo in La sonnambula Bizet: - Ralph in La jolie fille de Perth - Escamillo in Carmen Borodin: - Igor Svyatoslavich in Fürst Igor Gounod: - Méphistophélès in Faust Mozart: - Figaro in Le nozze di Figaro - Komtur, Masetto und Titelpartie in Don Giovanni - Don Alfonso in Così fan tutte - Priester, Sprecher und Sarastro in Die Zauberflöte Mussorgski: - Titelpartie in Boris Godunow Offenbach: - Lindorf, Dapertutto, Coppélius, Miracle in Les contes d’Hoffmann | Puccini - Colline in La Bohème Rossini: - Basilio in Il barbiere di Siviglia Rubinstein: - Titelpartie in Der Dämon Verdi: - Banco in Macbeth - Mainfroid in Les vêpres siciliennes - Sparafucile in Rigoletto - Philipp II. in Don Carlos - Ramfis in Aida Tschaikowski: - Fürst Gremin in Eugen Onegin Ullmann: - Der Tod in Der Kaiser von Atlantis Leoš Janáček: - Der Förster, Der Pfarrer, Háraschta, ein Landstreicher in Das schlaue Füchslein |

## Ehrungen
Vom Patriarchen der Ukrainisch-orthodoxen Kirche – Kiewer Patriarchat, Filaret Denyssenko, wurde ihm im September 2015 die Medaille Für die Opfer und die Liebe für die Ukraine verliehen.
Den ukrainischen Orden für Tapferkeit erhielt er posthum am 30. Juni 2016 und am 20. Februar 2017 wurde ihm für außergewöhnlichen Mut und Heldentum bei der Verteidigung der nationalen Souveränität und territorialen Integrität der Ukraine durch den Präsidenten der Ukraine posthum der höchste Ehrentitel der Ukraine „Held der Ukraine“ verliehen.
Zu seinem Gedenken gab die ukrainische Nationalbank im Juni 2021 eine 2-Hrywnja-Münze mit seinem Konterfei heraus.

## Nachwirkung
In Wassyl Slipaks Geburtsstadt Lwiw findet seit 2017 alle zwei Jahre zu seinen Ehren die Wassyl Slipak Young Vocalists Competition statt. Die Idee zu diesem Gesangswettbewerb stammt vom Generaldirektor des Akademischen Sinfonieorchesters der Nationalphilharmonie Lwiw, Volodymyr Syvokhip.